# XRP Ledger
Az XRP Ledger (XRPL), más néven Ripple Protocol, egy kriptovaluta-platform, amelyet 2012-ben indított a Ripple Labs. Az XRPL a natív kriptovalutáját, az XRP-t használja, és támogatja a tokeneket, kriptovalutakat vagy más értékegységeket, például gyakorisági mérföldeket vagy mobilperceket.

## Történelem
Az XRP Ledger fejlesztése 2011-ben kezdődött David Schwartz, Jed McCaleb és Arthur Britto mérnökök által, a beszélgetés McCaleb által egy nyilvános beszélgetési fórumon indult. Az open-source projekt eredetileg "Ripple" néven indult, az egyedi konszenzusos főkönyvet Ripple Consensus Ledgernek nevezték, a tranzakciós protokoll neve Ripple Transaction Protocol vagy RTXP volt, és a digitális eszközt (amelyet "ripple"-nek hívtak) az XRP-val jelölték, hogy kövessék a BTC mintáját a bitcoin számára. Az "XRP Ledger Consensus Protocol" technológiáját 2012-ben hivatalosan is megalapították. 2018 májusában Ashton Kutcher $4 milliót ajándékozott egy Ellen DeGeneres által támogatott jótékonysági alapnak, amelyet akkoriban a "harmadik legértékesebb kriptovalutának" tartottak.
2023. július 13-án Analisa Torres bíró a New York-i déli kerületi szövetségi bíróságon döntést hozott az összegzéses ítélet iránti indítványokban, és kijelentette, hogy az XRP token nem minősül értékpapírnak, bár az eladásának módja értékpapír eladásának minősülhet. "Az XRP mint digitális token nem önálló 'szerződés, tranzakció vagy séma', amely magában foglalja a Howey-tesztet, mint egy befektetési szerződés".

## Műszaki áttekintés
Az XRP Ledger konszenzus protokollon működik, amely eltér a hagyományos proof-of-work (PoW) és proof-of-stake (PoS) mechanizmusoktól. A tranzakciókat egy független validátorok hálózata validálja, akik 3-5 másodperces időközönként elérik a konszenzust, lehetővé téve a gyors tranzakciós elszámolást. A felhasználók egy megbízható validátorokból álló listára, az ún. Egyedi Csomópont Lista (UNL) támaszkodnak. Bár ez a megközelítés gyorsabb tranzakciók érvényesítését és biztonságot biztosít, viták alakultak ki a hálózaton belüli központosításról.
Az XRP Ledger peer-to-peer overlay network-je kisvilág-tulajdonságú topológiát alkalmaz, amely szoros klaszterezett struktúrát és rövid utakat jellemez a csomópontok között. Az informatikai szakértő Mary Lacity megjegyzi, hogy ez a platform "sokkal kevesebb áramot használ, mint a bitcoin – körülbelül annyit, mint amennyit egy e-mail-szerver működtetése igényel".

## A Ripple Labs szerepe
Ahogy Yale közgazdásza, Gary Gorton is megjegyzi, "Ripple és XRPL nem ugyanaz a dolog". Az XRPL elindítása után McCaleb, Britto és Chris Larsen megalapították az Open Coin céget 2012 szeptemberében, hogy működtesse a főkönyvet. 2013. szeptember 26-án az OpenCoin hivatalosan is átnevezte magát Ripple Labs, Inc.-re, amelyet ekkor Chris Larsen vezetett. Ellentétben sok más kriptovalutával, az XRP előre bányászott, 100 milliárd tokent hoztak létre a kezdetekkor. Az XRPL alapítói 80 milliárd XRP-t ajándékoztak a Ripple Labsnak. A Ripple Labs tart egy részt az XRP-ból, és időről időre értékesíti a tokeneket a piacon keresztül, hogy fenntartsa a piaci stabilitást.